# A cup of day
『a cup of day』（ア・カップ・オブ・デイ）はRAMJET PULLEYの1枚目のアルバム。3ヶ月連続リリースの第3弾。

## 内容
14曲中3曲はインストになっている。

## 収録曲
| 全作詞: 麻越さとみ（#6、#9、#11を除く）、全作曲: 間島和伸、全編曲: 小林哲、RAMJET PULLEY。 |                                           |                                  |            |      |
| #                                                                                          | タイトル                                  | 作詞                             | 作曲・編曲 | 時間 |
| 1.                                                                                         | 「Final way」                             | 麻越さとみ （#6、#9、#11を除く） | 間島和伸   | 3:03 |
| 2.                                                                                         | 「overjoyed」                             | 麻越さとみ （#6、#9、#11を除く） | 間島和伸   | 4:51 |
| 3.                                                                                         | 「Hello...good bye」                      | 麻越さとみ （#6、#9、#11を除く） | 間島和伸   | 4:03 |
| 4.                                                                                         | 「NEWS & bed & TRIP」                     | 麻越さとみ （#6、#9、#11を除く） | 間島和伸   | 4:28 |
| 5.                                                                                         | 「destiny 〜21 another one〜」            | 麻越さとみ （#6、#9、#11を除く） | 間島和伸   | 5:10 |
| 6.                                                                                         | 「The night falls (instrumental)」        | 麻越さとみ （#6、#9、#11を除く） | 間島和伸   | 0:51 |
| 7.                                                                                         | 「a cup of day」                          | 麻越さとみ （#6、#9、#11を除く） | 間島和伸   | 4:08 |
| 8.                                                                                         | 「bulanco」                               | 麻越さとみ （#6、#9、#11を除く） | 間島和伸   | 5:08 |
| 9.                                                                                         | 「I'événement d'un jour (instrumental)」  | 麻越さとみ （#6、#9、#11を除く） | 間島和伸   | 1:08 |
| 10.                                                                                        | 「Yes...no」                              | 麻越さとみ （#6、#9、#11を除く） | 間島和伸   | 4:29 |
| 11.                                                                                        | 「Shopping in my village (instrumental)」 | 麻越さとみ （#6、#9、#11を除く） | 間島和伸   | 0:55 |
| 12.                                                                                        | 「good bye yesterday」                    | 麻越さとみ （#6、#9、#11を除く） | 間島和伸   | 4:54 |
| 13.                                                                                        | 「Je t'aime」                             | 麻越さとみ （#6、#9、#11を除く） | 間島和伸   | 4:18 |
| 14.                                                                                        | 「Always 〜in my heart〜」                | 麻越さとみ （#6、#9、#11を除く） | 間島和伸   | 4:57 |
| 合計時間:                                                                                  | 合計時間:                                 | 52:23                            |            |      |

### 解説
1. 「Final way」
4thシングル。
2. 「overjoyed」
2ndシングル。
3. 「Hello...good bye」
1stシングル。
「Launchers（原宿ロンチャーズ）」[1]、「ももいろクローバー」[2]、「マジェスティックセブン（MJ7）」（いずれもスターダストプロモーション所属のアイドルグループ）が、それぞれカバーをしている。但し、作詞はRAMJET PULLEY版と同じ麻越さとみだが、RAMJET PULLEY版とは歌詞が全く異なる。
4. 「NEWS & bed & TRIP」
5. 「destiny 〜21 another one〜」
3rdシングル。1stシングルのカップリング曲「destiny」を少しアレンジ[3]している。
松橋未樹が2ndシングルとしてカバーしたバージョンが、読売テレビ制作・日本テレビ系列『名探偵コナン』のオープニングテーマとして起用された。
愛内里菜&三枝夕夏が「destiny -rearrange version-」としてカバーをしている。
6. 「The night falls (instrumental)」
7. 「a cup of day」
8. 「bulanco」
DIMENSION全員がレコーディング参加した作品。
9. 「I'événement d'un jour (instrumental)」
10. 「Yes...no」
2ndシングルのカップリング曲。
11. 「Shopping in my village (instrumental)」
12. 「good bye yesterday」
読売テレビ制作・日本テレビ系列『ウェークアップ!』エンディングテーマで、バンドとしては初のタイアップ。
13. 「Je t'aime」
14. 「Always 〜in my heart〜」

## レコーディング参加
- 寺島良一 - アコースティックギター
- 増崎孝司（DIMENSION） - ギター
- 小野塚晃（DIMENSION） - ピアノ
- 勝田一樹（DIMENSION） - サックス
- 石川雅春 - ドラム